# Denklingen
Denklingen è un comune tedesco di 2 484 abitanti, situato nel land della Baviera.